# Яхонтовит
Яхонтовит (англ. Yakhontovite) — слабо изученный минерал, относится к смектитам. Открыт к. г-м. наук В. П. Зверевой. Назван в честь русского минералога, специалиста в области гипергенной геологии,  доктора  геолого-минералогических  наук Л. К. Яхонтовой.
Минерал  рассмотрен и утверждён Комиссией по новым минералам и названиям минералов ВМО АН СССР 1 марта 1983  года и Комиссией по новым  минералам и названиям минералов Международной минералогической ассоциации 28 августа 1985 года (IMA1984-032a).

## Краткая характеристика
Яхонтовит — полупрозрачный минерал с тусклым блеском. Имеет твердость по шкале Мооса 2-3, относится к моноклинной сингонии (кристаллы не изучены). Встречается в виде агрегатов (корки и прожилки в пустотах выщелачивания сульфидов). Открыт в 1986 году в Хабаровском крае (район Придорожного месторождения)

## Комплексное исследование минерала[8]
Яхонтовит был исследован в Дальневосточном геологическом институте (ДВГИ) Дальневосточного научного центра АН СССР аналитиком Р.Н.Грицай (г. Владивосток) и во Всероссийском научно-исследовательском институте минералогического сырья им. Н.М.Федоровского (ВИМС) Министерства геологии аналитиком Л.С.Дубакиной (г. Москва).
Химический состав яхонтовита исследовался с помощью злектронного микроскопа 4 «ЛЕМ-100С», оснащенного растровым блоком «А81Р-40» и энергодисперсионным спектрометром с полупроводниковым детектором «Кеуех-5100». Анализ содержания меди в минерале (рентгеноспектральное  зондовое исследование) было проведено на приборе «Catebax» при напряжении 20 кВ и токе 10—15мА. Результаты исследований показали, что в минерале преобладает медь и трёхвалентное железо.При микрозондовом исследовании была обнаружена полная  корреляция между медью, железом и магнием. Электронограмма косых структур яхонтовита характерна для сметкита с трёхмерной неупорядоченной структурой, так как в ней отсутствуют отражения с пространственными рефлексами hkl. Дополнительными аналитическими исследованиями, проведёнными сотрудниками МГУ (В.С.Суханцевой и Н.Ф.Пчелинцевой), обменные катионы меди, железа и магния не были обнаружены. Рассчитанная плотность яхонтовита составила 2,14 г/см3. Инфракрасный спектр яхонтовита близок к инфракрасному спектру нонтронита. Дополнительная полоса поглощения гидроксильной группы ОН свидетельствует о том, что исследуемый минерал — не чисто диоктаэдрический смектит.
Дифракционные, ИК-спектроскопические, ДТА- и оптические   характеристики   однозначно указывают на принадлежность  яхонтовита к смектитовым минералам.
Яхонтовит отличается от диоэктаэдрических  минералов смектитовой группы:
- очень высоким содержанием катионов меди в октаэдрических позициях его 2:1 слоёв;
- отсутствием замещения катионов кремния в тетраэдрах и, как следствие, локализацией слоевого заряда в октаэдрических сетках.

Латеральный размер элементарной ячейки яхонтовита составляет 0,9108 нм, и это соответствует его катионному составу.
Идеальную формулу яхонтовита можно представить в таком виде:
(Ca,Na,К)0,1-0,3(Cu0,6-1,0Fe+30,,5-0,9Mg 0,2-1,2)2,2-2,4[Si4O10](OH)22,8-3,0H2O.
Согласно проведённым исследованиям яхонтовит можно отнести к высокомедистой разновидности в группе смектитовых минералов.

## Месторождения
- Придорожное месторождение (р. Салинка, близ Комсомольска-на-Амуре), Хабаровский край;
- La Amorosa mine, Испания;
- Granite Gap, Нью Мексико, США.

## Название на других языках
- испанский — Yakhontovita;
- английский — Yakhontovite;
- испанский — Yakhontovita;
- немецкий — Yakhontovit;
- французский — Yakhontovite;
- китайский — 雅洪托夫石.